# İvanovka
İvanovka è un comune dell'Azerbaigian situato nel distretto di İsmayıllı. Conta una popolazione di 3 303 abitanti.